# Aeropuerto de Rzeszów
El Aeropuerto de  Rzeszów, a veces referido como Aeropuerto de Rzeszów-Jasionka (en polaco: Port Lotniczy Rzeszów-Jasionka), (IATA: RZE, OACI: EPRZ) es un aeropuerto internacional ubicado a 10 km del centro de la ciudad de Rzeszów, en el término municipal de Jasionka,  Polonia.
Construido como aeropuerto militar, es operado actualmente por Sociedad Aeropuerto "Rzeszów-Jasionka" S.L. (en polaco: Spolka Port Lotniczy "Rzeszów-Jasionka" sp. z o. o.). Es uno de los aeropuertos polacos con menor tráfico aéreo, gestionando en 2005  91.499 pasajeros. En 2006 hubo 206.934 pasajeros, con un incremento con respecto al año anterior de un 126 %. En el año 2008 por Rzeszow Jasionka pasaron 320.585 pasajeros y en el siguiente 383.000 pasajeros.  En el 2017 circularon 693.564 pasajeros.
El aeropuerto tiene una pequeña terminal de pasajeros de 10 000 m² con un finger en la zona no schengen. Su pista, la segunda más larga de Polonia (3.200 m de largo x 45 m de ancho) permite operar a aeronaves de categoría E (tipo A340 y B-747). El avión más grande operando actualmente en vuelos regulares a Aeropuerto de Rzeszow es un Boeing 787 de LOT.
El Aeropuerto de Rzeszow-Jasionka dispone de la instalación del sistema de aproximación ILS de II categoría y sistema de luces ALPA-ATA y PAPI. Dispone también de servicio de cafetería y restaurante, sala VIP, así como de varias empresas de alquiler de vehículos.

## Aerolíneas y destinos

### Destinos nacionales
| Ciudades  | Nombre del aeropuerto            | Aerolíneas                       |
| Polonia   | Polonia                          | Polonia                          |
| --------- | -------------------------------- | -------------------------------- |
| Mazovia   |                                  |                                  |
| Varsovia  | Aeropuerto de Varsovia-Chopin    | LOT Polish Airlines              |
| Pomerania |                                  |                                  |
| Gdansk    | Aeropuerto de Gdańsk-Lech Wałęsa | LOT Polish Airlines (estacional) |

### Destinos internacionales
| Ciudades por países | Nombre del aeropuerto                                   | Aerolíneas |
| África              | África                                                  | África |
| ------------------- | ------------------------------------------------------- | --- |
| Egipto              |                                                         | |
| Hurgada             | Aeropuerto Internacional de Hurghada                    | Enter Air (chárter estacional) |
| Marsa Alam          | Aeropuerto Internacional de Marsa Alam                  | Electra Airways (chárter estacional) / Enter Air (chárter estacional)                                                                          |
| Marruecos           |                                                         | |
| Agadir              | Aeropuerto de Agadir-Al Massira                         | Enter Air (chárter estacional) |
| Túnez               |                                                         | |
| Enfidha             | Aeropuerto Internacional de Enfidha-Hammamet            | Enter Air (chárter estacional) |
| Yerba               | Aeropuerto Internacional de Yerba-Zarzis                | Enter Air (chárter estacional) |
| América del Norte   |                                                         | |
| Estados Unidos      |                                                         | |
| Newark              | Aeropuerto Internacional Libertad de Newark             | LOT Polish Airlines (estacional) |
| Asia                |                                                         | |
| Israel              |                                                         | |
| Tel Aviv            | Aeropuerto Internacional Ben Gurion                     | FlyLili (chárter estacional) |
| Turquía             |                                                         | |
| Antalya             | Aeropuerto de Antalya                                   | Buzz (chárter estacional) / Corendon Airlines (chárter estacional) / Enter Air (chárter estacional) / LOT Polish Airlines (chárter estacional) |
| Bodrum              | Aeropuerto de Milas-Bodrum                              | Smartwings (chárter estacional) |
| Europa              |                                                         | |
| Albania             |                                                         | |
| Tirana              | Aeropuerto Internacional Madre Teresa                   | Buzz (chárter estacional) / LOT Polish Airlines (chárter estacional)                                                                           |
| Alemania            |                                                         | |
| Múnich              | Aeropuerto de Múnich                                    | Lufthansa |
| Bulgaria            |                                                         | |
| Burgas              | Aeropuerto de Burgas                                    | Buzz (chárter estacional) |
| Croacia             |                                                         | |
| Zadar               | Aeropuerto de Zadar                                     | Ryanair (estacional) |
| España              |                                                         | |
| Alicante            | Aeropuerto de Alicante-Elche Miguel Hernández           | Ryanair |
| Palma de Mallorca   | Aeropuerto de Palma de Mallorca                         | Buzz (chárter estacional) |
| Grecia              |                                                         | |
| Corfú               | Aeropuerto Internacional de Corfú-Ioannis Kapodistrias  | Buzz (chárter estacional) |
| Heraclión           | Aeropuerto Internacional de Heraclión Nikos Kazantzakis | Buzz (chárter estacional) |
| Rodas               | Aeropuerto Internacional de Rodas-Diágoras              | Buzz (chárter estacional) / Enter Air (chárter estacional)                                                                                     |
| Zacinto             | Aeropuerto Internacional de Zante                       | Buzz (chárter estacional) |
| Irlanda             |                                                         | |
| Dublín              | Aeropuerto de Dublín                                    | Ryanair |
| Italia              |                                                         | |
| Milán               | Aeropuerto de Milán-Malpensa                            | Ryanair / Wizz Air |
| Roma                | Aeropuerto de Roma-Fiumicino                            | Wizz Air |
| Malta               |                                                         | |
| La Valeta           | Aeropuerto Internacional de Malta                       | Ryanair (estacional) |
| Reino Unido         |                                                         | |
| Brístol             | Aeropuerto de Brístol                                   | Ryanair |
| Edimburgo           | Aeropuerto de Edimburgo                                 | Ryanair (inicia el 27 de octubre de 2025) |
| Londres             | Aeropuerto de Londres-Luton                             | Ryanair |
| Londres             | Aeropuerto de Londres-Stansted                          | Ryanair |
| Mánchester          | Aeropuerto de Mánchester                                | Ryanair |

## Estadísticas
Ver fuente y consulta Wikidata.